# Mosonmagyaróvár
Mosonmagyaróvár (Germană: Wieselburg-Ungarisch Altenburg ; Latina medievală: Ad Flexum) este un oraș în districtul Mosonmagyaróvár, județul Győr-Moson-Sopron, Ungaria, având o populație de 30.722 de locuitori (2011). 

## Demografie
Componența etnică a orașului Mosonmagyaróvár
     Maghiari (92,22%)
     Germani (4,07%)
     Necunoscut (0,62%)
     Alții (3,09%)
Componența confesională a orașului Mosonmagyaróvár
     Romano-catolici (49,25%)
     Fără religie (15,83%)
     Reformați (3,26%)
     Luterani (2,22%)
     Atei (1,6%)
     Necunoscută (27,54%)
     Alte religii (1,19%)
Conform recensământului din 2011, orașul Mosonmagyaróvár avea 30.722 de locuitori. Din punct de vedere etnic, majoritatea locuitorilor (92,22%) erau maghiari, cu o minoritate de germani (4,07%). Apartenența etnică nu este cunoscută în cazul a 0,62% din locuitori. Nu există o religie majoritară, locuitorii fiind romano-catolici (49,25%), persoane fără religie (15,83%), reformați (3,26%), luterani (2,22%) și atei (1,6%). Pentru 27,54% din locuitori nu este cunoscută apartenența confesională.